# お世話になりました
「お世話になりました」（おせわになりました）は、井上順之（現・井上順）の2枚目のシングル。1971年9月25日発売。

## 解説
ソロデビューシングル「昨日・今日・明日」が30万枚を超えるヒットを記録した後の第2弾シングル。
作曲と編曲を担当した筒美京平は井上のキャラクターを意識し、自身が2年前（1969年）に作曲した「サザエさん」の主題歌にも通じるほのぼのとした親しみやすいメロディーとR&B的なアレンジを融合、作曲と編曲を完成させる。
リリース後は週間シングルチャートで最高位17位を記録し連続ヒットとなる。
井上がTV番組で持ち歌を披露する際もこの曲を歌うことが多く、ソロ歌手時代の代表曲となっている。
1990年代以降は、大槻ケンヂ、つじあやの、ET-KINGなどのJ-POPのアーティストにカバーされる。

## 収録曲
作詞：山上路夫　作曲・編曲：筒美京平
1. お世話になりました(2:45)
2. 街はずれの家(3:02)

## 収録アルバム

### オリジナル・アルバム
- 昨日・今日・明日 お世話になりました／井上順之ファースト (#1、#2)
- 幸福泥棒／井上順之ヒット・ショー (#1)

### ベストアルバム
- NEW BEST (#1)
- GOLDEN☆BEST (#1)

## カバー
お世話になりました
- B21スペシャル（1989年） - シングル『B-21 SPECIALのお世話になりました』収録。
- 大槻ケンヂ（1995年） - アルバム『I STAND HERE FOR YOU』収録。
- 柳葉敏郎（2000年） - アルバム『A 2000』収録。
- つじあやの（2004年） - アルバム『COVER GIRL』収録。
- ET-KING（2007年） - シングル『晴レルヤ』収録（2008年、アルバム『筒美京平 トリビュート the popular music』に再録）。